# Fraccionamiento el Sacrificio
Fraccionamiento el Sacrificio är en ort i Mexiko.   Den ligger i kommunen Cerro Azul och delstaten Veracruz, i den sydöstra delen av landet, 240 km nordost om huvudstaden Mexico City. Fraccionamiento el Sacrificio ligger 158 meter över havet och antalet invånare är 159.
Terrängen runt Fraccionamiento el Sacrificio är kuperad åt nordost, men åt sydväst är den platt. Runt Fraccionamiento el Sacrificio är det tätbefolkat, med 257 invånare per kvadratkilometer. Närmaste större samhälle är Temapache, 15,8 km sydost om Fraccionamiento el Sacrificio. Trakten runt Fraccionamiento el Sacrificio består till största delen av jordbruksmark.